# Wilhelm Canword
Wilhelm Rudolf Canword (né le 11 juillet 1932 à Curaçao) est un joueur de football néerlandais (international Curaçaoan) qui évoluait au poste de défenseur.

## Biographie

### Carrière en sélection
Avec l'équipe des Antilles néerlandaises, il participe aux Jeux olympiques d'été de 1952 organisés à Helsinki.